# Mail (software)
Mail (ook wel Mail.app) is de e-mailclient van Apples besturingssysteem macOS. Oorspronkelijk werd het programma gemaakt door NeXT als NeXTMail, als onderdeel van hun besturingssysteem NeXTStep. De huidige versie ondersteunt het SMTP-, POP3- en IMAP-protocol, en biedt ondersteuning voor Yahoo! Mail, AOL Mail, Gmail, iCloud en Microsoft Exchange. Mail staat bekend om zijn simpele maar toch uitgebreide functionaliteit.

## Geschiedenis
Mail ontstond uit NeXTMail, het e-mailprogramma voor het besturingssysteem NeXTStep. NeXTMail was heel innovatief voor zijn tijd, met ondersteuning voor Rich Text Format met afbeeldingen en geluid. NextMail ondersteunde ook MIME-e-mails samen met gewone tekst, om de achterwaartse compatibiliteit te garanderen. Het standaardbericht dat de gebruiker kreeg wanneer hij de eerste mail NextMail opende bevatte een stemopname van Steve Jobs.
Toen Apple begon aan de aanpassing van NeXTStep naar Mac OS X, doorliepen zowel het besturingssysteem als het programma verschillende stadia. In een bètaversie van OS X bekend onder de codenaam "Rhapsody" en in verschillende andere voorlopige versies van macOS stond Mail bekend als MailViewer.

### Versie 1
Van Mac OS X tot en met Mac OS X v10.3 was Mail geïntegreerd met andere Appleprogramma's, zoals Adresboek, iChat en iCal. Enkele van de functies waren regels voor mailboxen, spamfilters en ondersteuning voor meerdere accounts.

### Versie 2
Als onderdeel van Mac OS X v10.4 "Tiger" op 29 april 2005 werden e-mailberichten opgeslagen in een
gepatenteerd "1-bericht-per-bestandformaat" (met extensie .emlx) om zo indexatie door Spotlight toe te staan.
Enkele van de nieuwe mogelijkheden in versie 2 waren:
- "Slimme mailboxen" die de Spotlighttechnologie gebruikten om e-mails in mappen te sorteren.
- De mogelijkheid om berichten een lage, normale of hoge prioriteit te geven, en deze prioriteiten te gebruiken in regels en slimme mailboxen.
- De mogelijkheid om foto's te verkleinen voordat ze werden verzonden (om te grote bijlagen te vermijden).
- De mogelijkheid om gemailde foto's als presentatie in volledig scherm te bekijken.
- Ouderlijk toezicht om te bepalen wie e-mails mocht sturen naar hun kinderen.
- HTML-e-mails versturen

### Versie 3
Vanaf Mac OS X v10.5 Leopard bevatte Mail gepersonaliseerde sjablonen gemaakt in standaard-HTML. Mail 3 biedt ook notities en to-do-functionaliteit aan die gesynchroniseerd kunnen worden met iCal. Een ingebouwde RSS-lezer is ook beschikbaar.
Naast de iCloud-synchronisatie (voorheen MobileMe en .Mac) is het nu ook mogelijk het adresboek te synchroniseren met Yahoo!-contactpersonen. Mail 3 introduceerde ook IMAP IDLE-ondersteuning.